# 고구마당면
고구마당면(---唐麵)은 고구마에 든 녹말을 가려 가루로 낸 고구마녹말로 만든 당면이다. 잡채 등 한국 요리에 쓰이며, 외국에서도 한국어 "당면"을 음차한 "dangmyeon"으로 불리거나 "고구마 국수"라는 뜻의 "sweet potato noodles" 등으로 불린다. 실당면으로도 불리는 얇고 둥근 일반 당면과 넓고 납작한 납작당면이 있다. 납작당면은 찜닭 등에 쓰인다.

## 사진

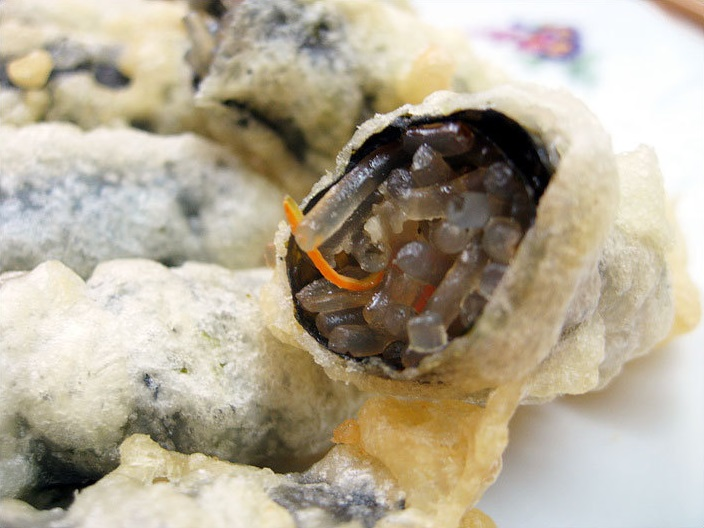
당면이 든 김말이튀김
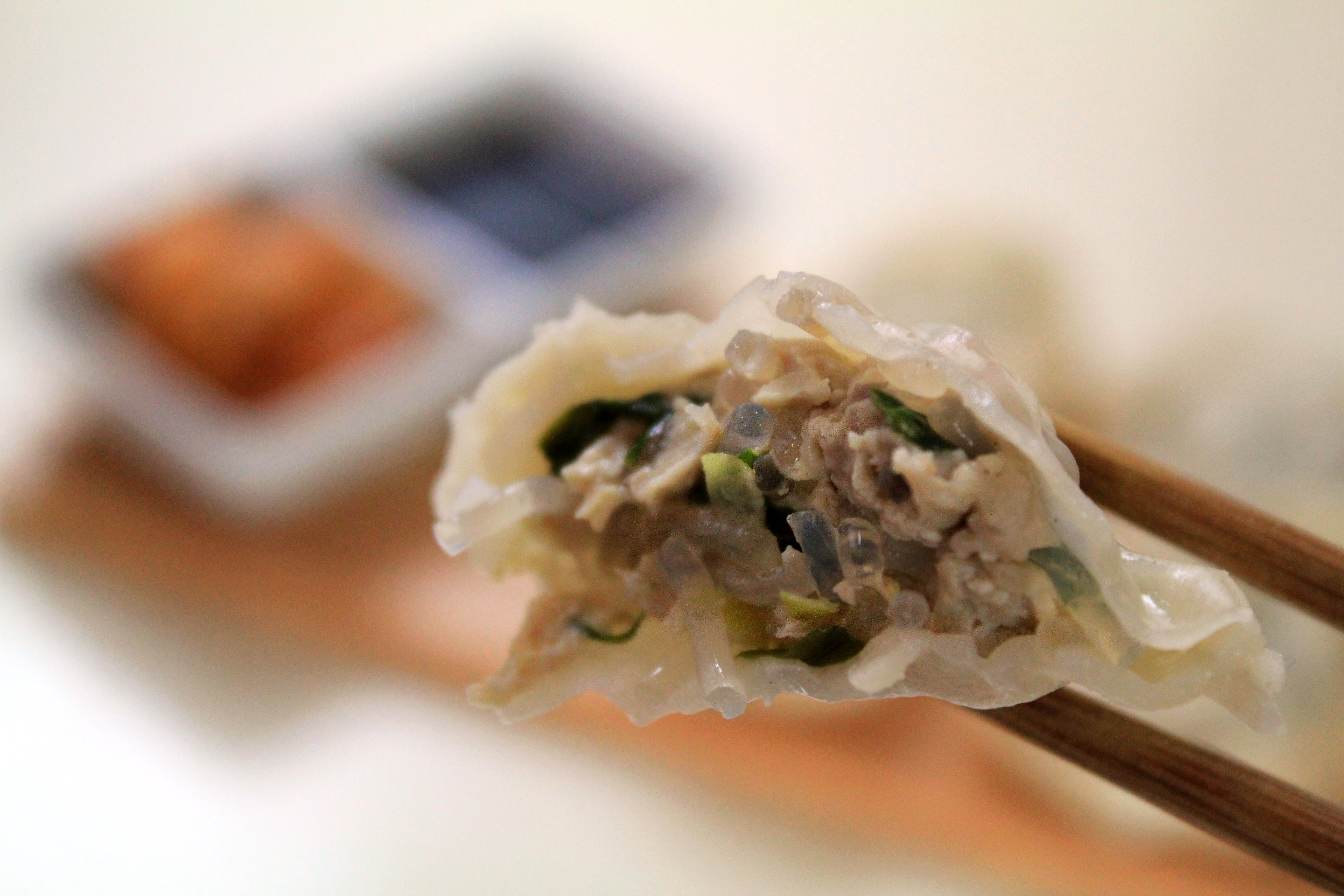
당면이 든 만두
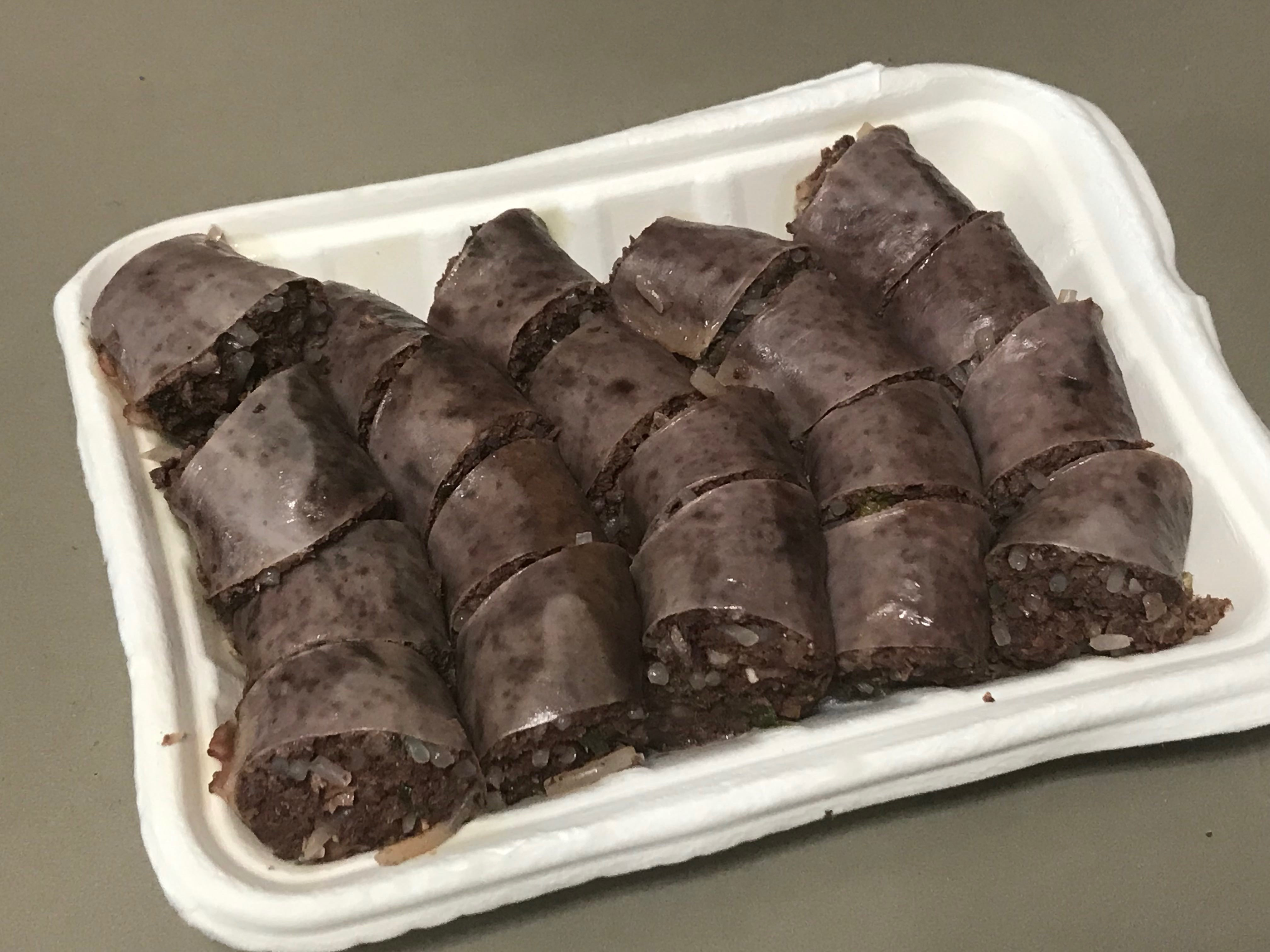
당면순대1
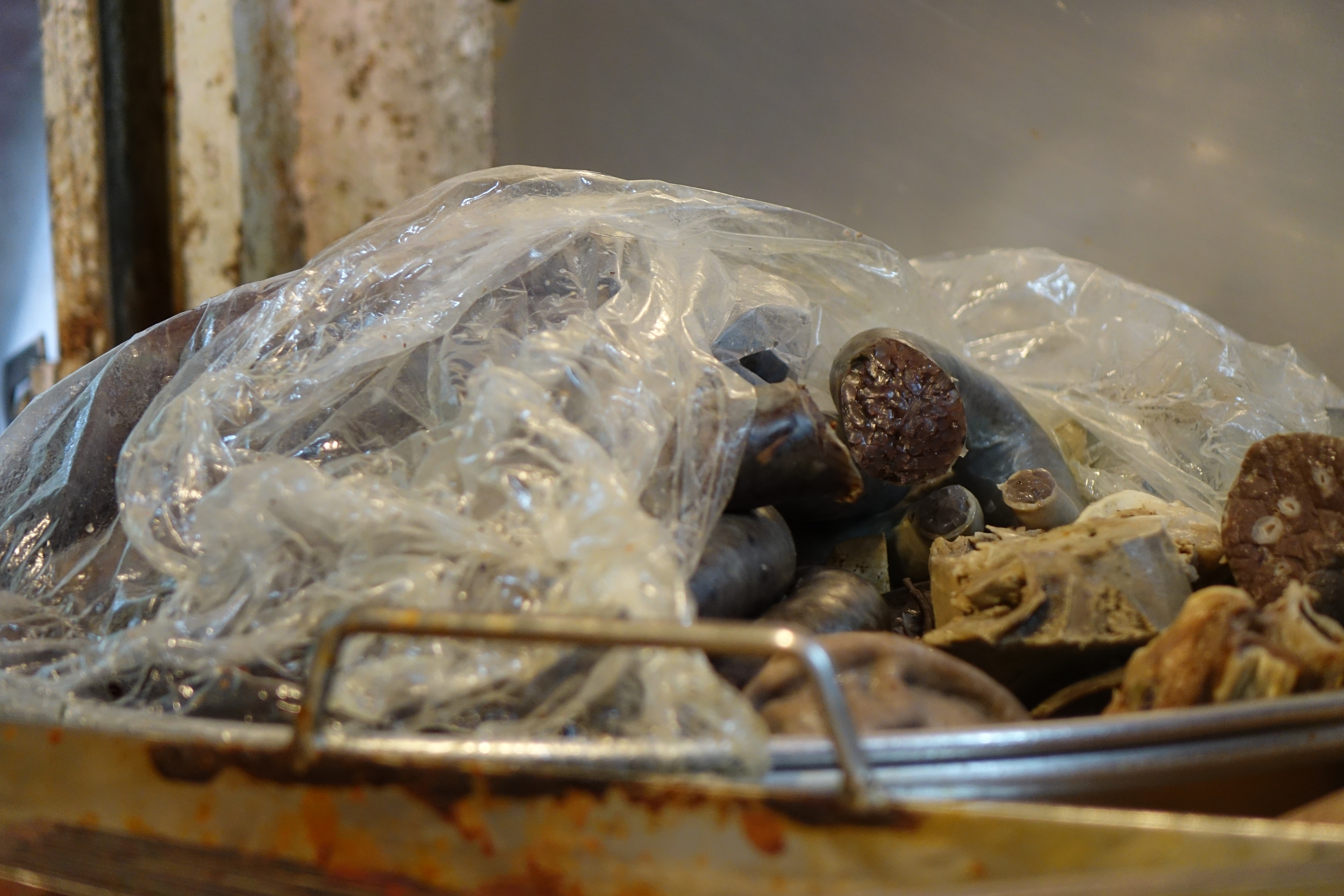
당면순대2
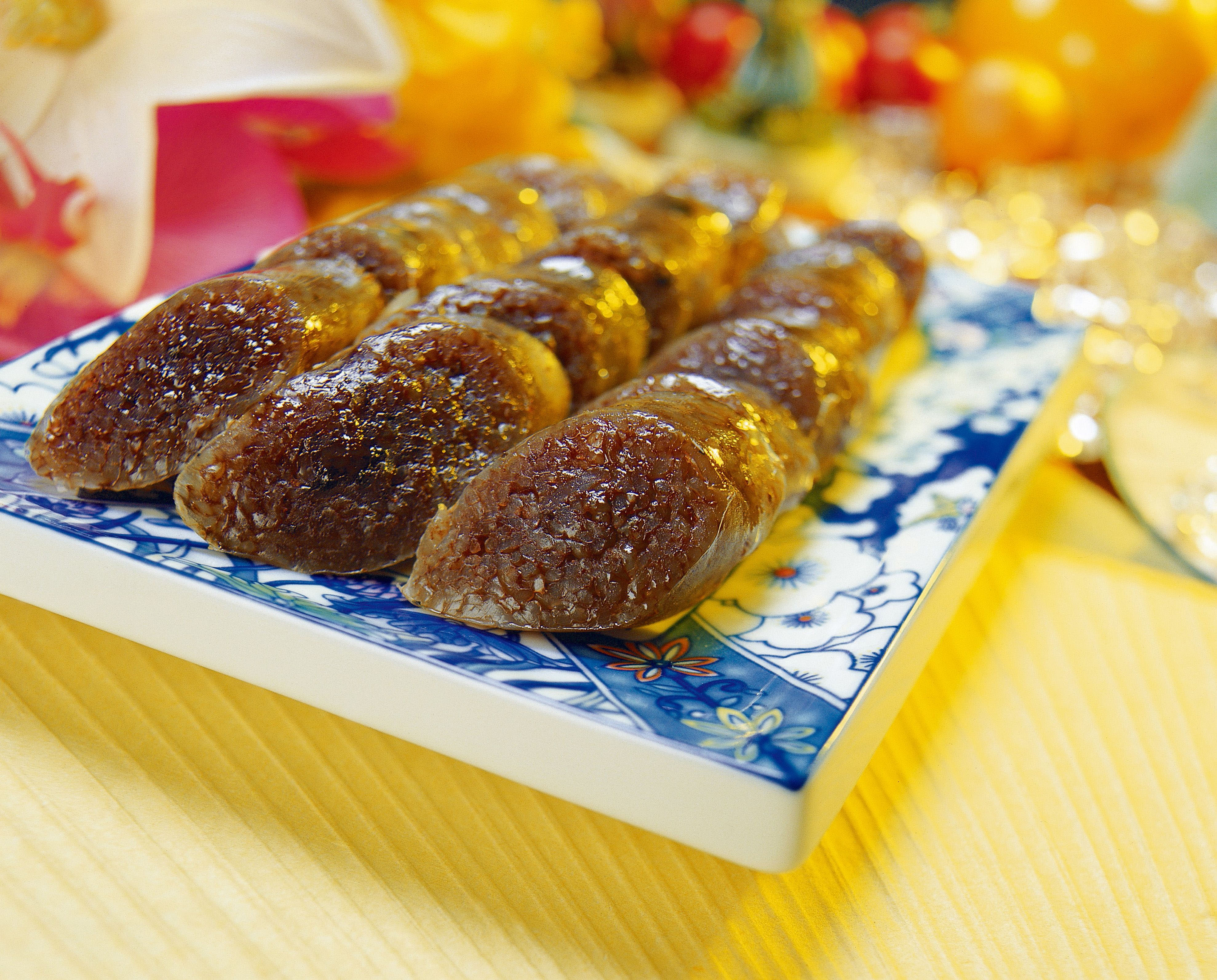
당면순대3
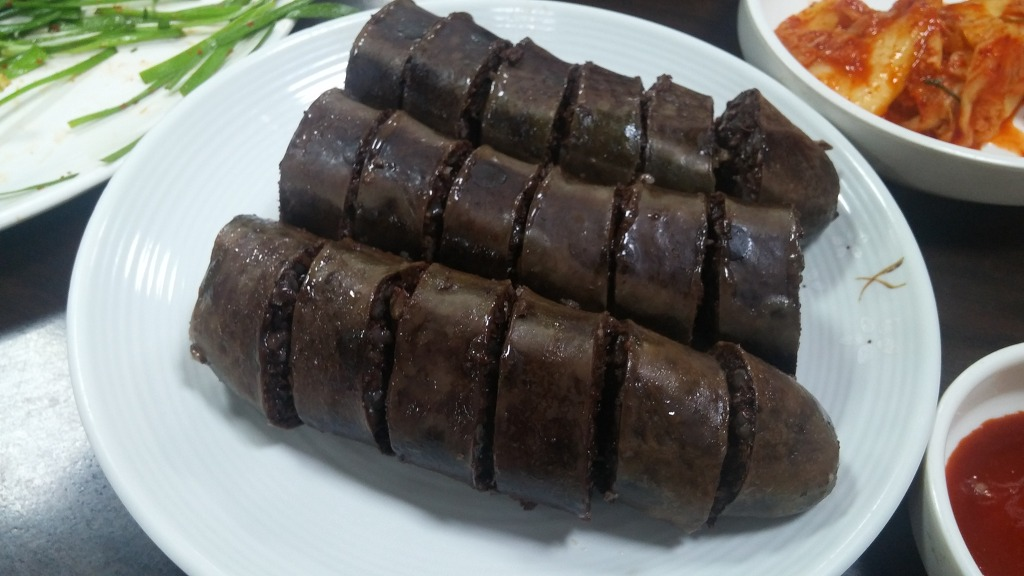
당면순대4
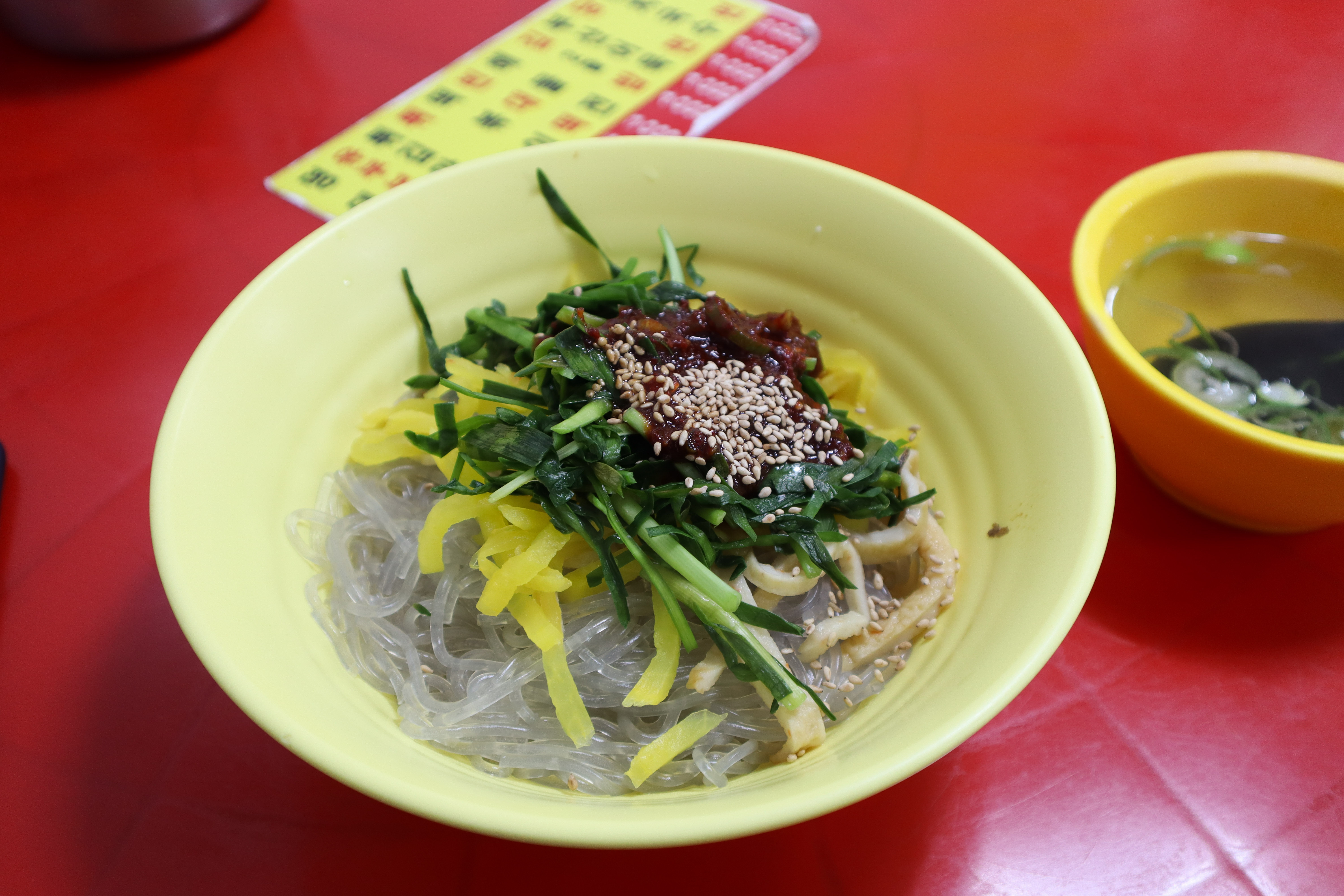
비빔당면1
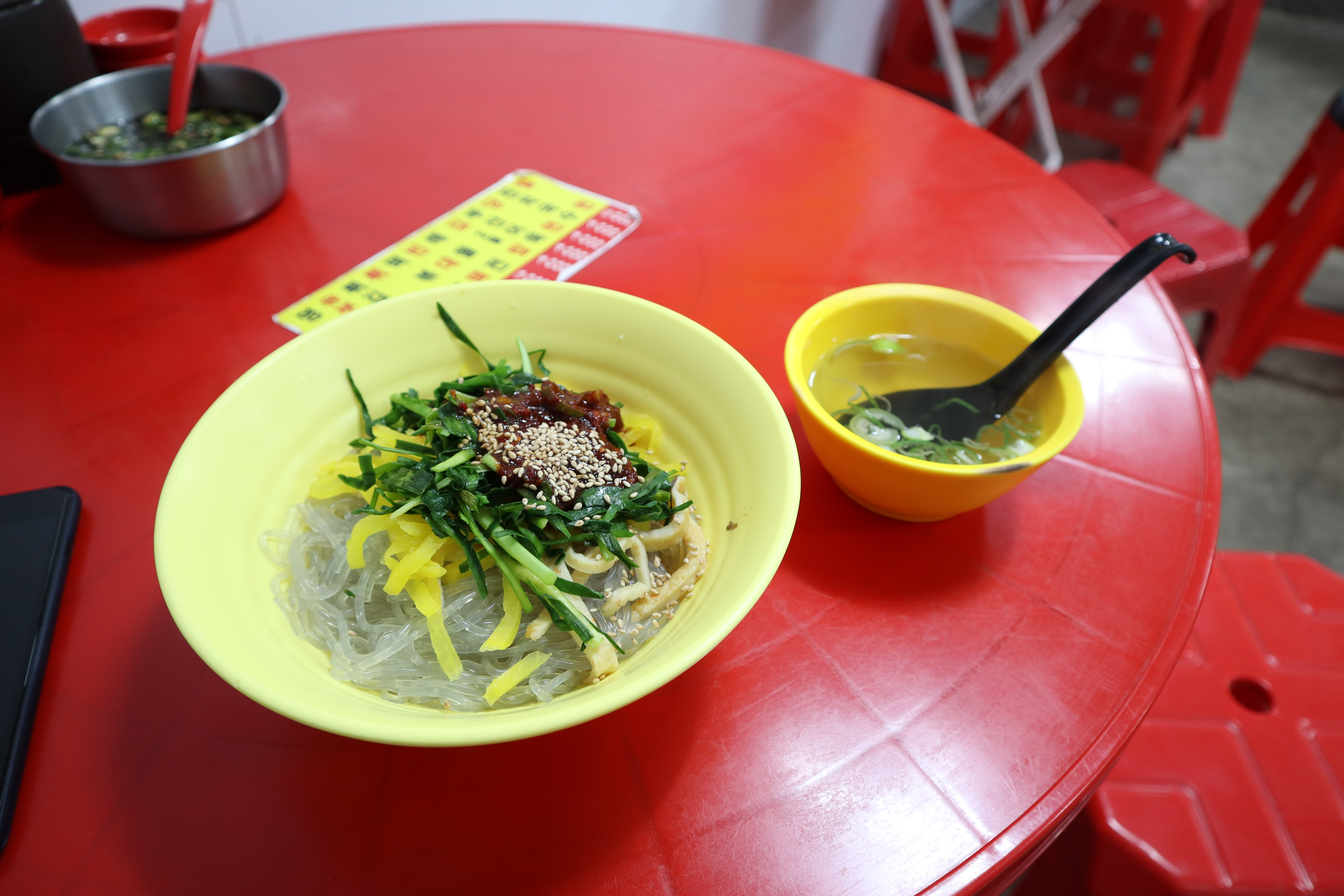
비빔당면2
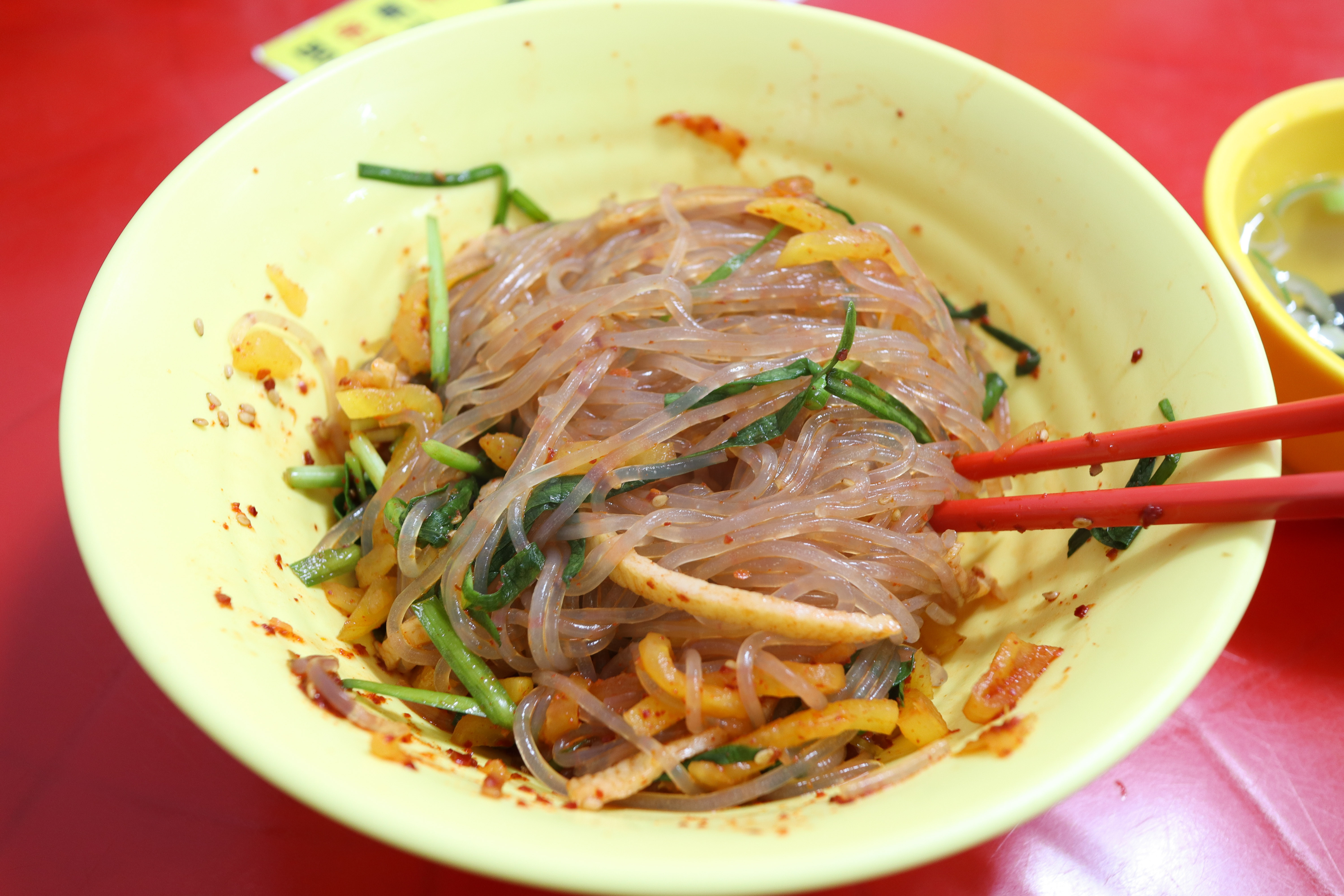
비빔당면3
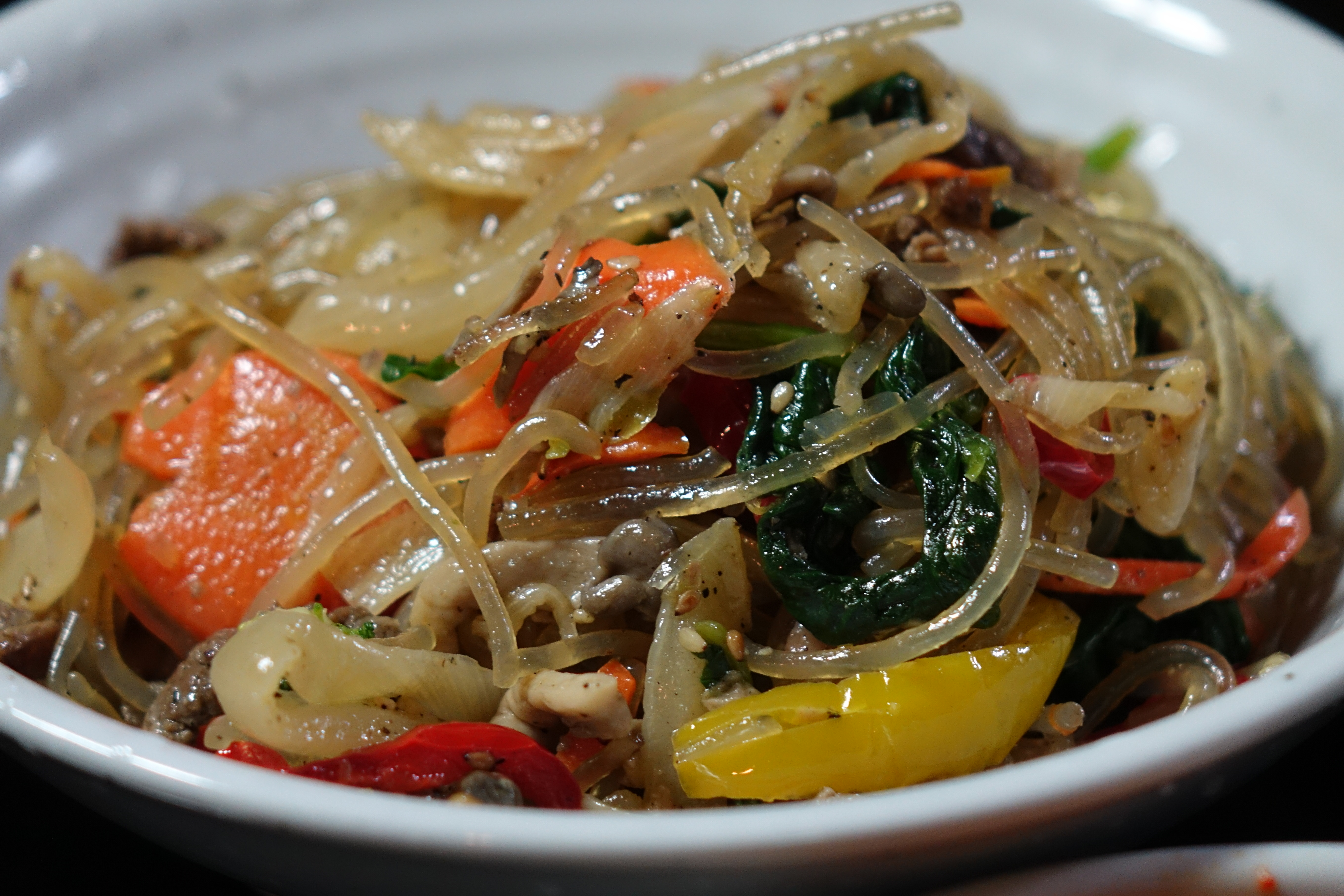
잡채
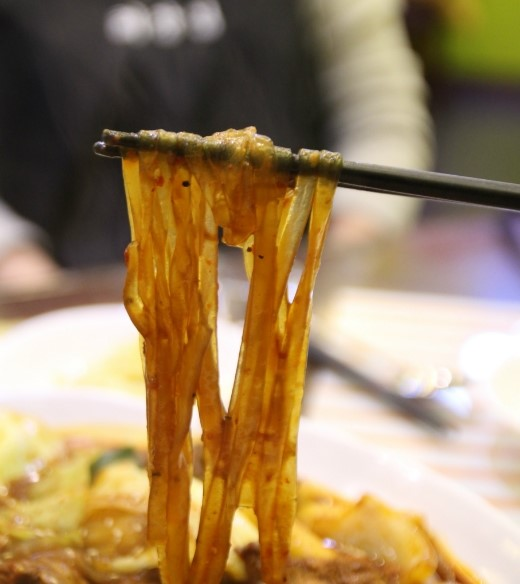
찜닭의 납작당면

## 같이 보기
- 녹두당면
- 중국당면